# Radio Galaxy
Ne doit pas être confondu avec Radio Galaxie.
Radio Galaxy est une station de radio allemande, diffusant en Bavière et dans certaines parties de Hesse, basée à Ratisbonne, elle appartient au Digitale Rundfunk Bayern.
Radio Galaxy est axée sur les jeunes âgés de 14 à 26 ans, diffusant de la musique rnb, rap, hip-hop, dance, house et pop.